# شهرستان ماجاروفو
شهرستان ماجاروفو (به بلغاری: Madzharovo Municipality) یک شهرستان در بلغارستان است که در استان خاسکوو واقع شده‌است. شهرستان ماجاروفو ۲۴۷٫۲۲ کیلومتر مربع مساحت و ۱٬۶۶۵ نفر جمعیت دارد.